# 澳洲統計局
澳大利亚統計局（英語：Australian Bureau of Statistics，簡稱：ABS）是澳大利亚联邦政府的獨立統計機構，提供重要統計數據，涵蓋經濟、人口、環境、社會等範疇，供各政府部門及社區作研究及討論之用。

## 歷史
澳大利亚統計局的前身為聯邦統計局（The Commonwealth Bureau of Census and Statistics），於1905年成立，總部最初設於墨爾本，是內政部的隸屬機構，至1928年移師坎培拉，並於1932年轉屬國庫部之下。

## 外部連結
- 官方网站
- Year Book Australia, 2012 （页面存档备份，存于）
- "Measuring Australia's Progress" （页面存档备份，存于）